# ルパン三世 アルカトラズコネクション
- ルパン三世 > ルパン三世 アルカトラズコネクション
- トムス・エンタテインメントの作品一覧 > ルパン三世 アルカトラズコネクション
- 金曜ロードショー > ルパン三世 アルカトラズコネクション

『ルパン三世 アルカトラズコネクション』（ルパンさんせい アルカトラズコネクション）は、モンキー・パンチ原作のアニメ『ルパン三世』のTVスペシャルシリーズ第13作。2001年8月3日に日本テレビ系の『金曜特別ロードショー』にて放送された。初放送視聴率は22.8%。

## 概要
サンフランシスコ沖に眠る沈没船の金塊を巡る、ルパンファミリーと秘密結社「シークレットセブン」との激しい金塊争奪戦を描く。漫画『新ルパン三世』のサンフランシスコ編をベースとしており、ゲストキャラクターや各種設定はそのまま流用している箇所も多い。歴代TVスペシャルでモンキー・パンチ原作の漫画を基にした作品は2022年現在、本作のみである。
本作ではゲストヒロインがラスト数分のみの登場となっている。TVスペシャルでストーリーラインに絡むマドンナキャラクターが登場しないのは、2024年現在、本作と次作の『ルパン三世 EPISODE:0 ファーストコンタクト』の2作のみである。また、エンディングでは変装ではなくプライベートで洋服（Tシャツ・短パン）を着ている五ェ門を見ることができる。
今回の「ルパン三世のテーマ」は従来のインストゥルメンタルではなく、akikoを起用した新しいヴォーカルバージョンとなっている。
本作からルパン三世シリーズのアニメーション制作方式はセル画からデジタルアニメに変更となっている。また、21世紀における最初の作品でもあり、銭形が「世紀を超えてまでお前（ルパン）と付き合うのはうんざりだ」と、これを踏まえた発言をしている。
後に加藤敏の後を継ぎシリーズの音響監督を務める清水洋史が録音監督補佐で参加している。一方で『TV第2シリーズ』から編集を担当してきた鶴渕充寿がこの作品を最後に降板した。

## あらすじ
サンフランシスコ沖に浮かぶ違法カジノ船「マシンガン・ケリー号」から金を盗もうとしたルパン一味は銭形警部の活躍により失敗する。しかし、ルパンは真の狙いは船が密かに調査していた海底の地形データであり、今回のターゲットはサンフランシスコ沖に眠る100年以上前の沈没船「ヤンキー・スレード号」に積み込まれていた大量の金塊であった。
盗んだ地形データを解析するルパンのアジトを、カジノ船の持ち主であるアンディ率いるマフィアが襲いかかり、ルパンは彼らに誘拐されてしまう。謎の組織の幹部・黄（ホワン）はデータを奪い返すためルパンを拷問にかけるが、逆に彼に殺されてしまう。次元の手助けで拷問部屋から脱したルパンはそこがかつてアル・カポネやマシンガン・ケリーといった大物犯罪者も収監したアルカトラズ刑務所であると知る。街に戻ったルパンは次元に今回の敵は西海岸最大の犯罪組織であり、謎多き秘密結社「シークレットセブン」であることを明かす。その直後、ルパン達は謎の黒服の2人組に襲われ、シークレットセブンかと問う次元にルパンはCIAかFBIじゃないかと曖昧な返答で返す。
黒服達とマフィアらしき男達から逃げるため、ルパンと次元はケーブルカージャックを行う。さらに2人は「マシンガン・ケリー号」の現金に施した特殊な追跡装置を用いてシークレットセブンのメンバーの割り出しを始め、現サンフランシスコ市長で次期大統領候補マックスも幹部だと知る。最終的に不二子のアジトへ着くが、そこには銭形と相棒のテリー刑事が待ち構えており、ルパンは逮捕される。
深夜、拘置所をテリーが訪れルパンを襲う。ルパンはテリーこそがシークレットセブンの首領であると見抜くが、仕込み拳銃で額を撃たれ死ぬ。事件はルパンが隠し持った拳銃で襲ってきたものとして処理されるが、銭形はルパンが死んだ振りをしていると逸早く気付き、その狙いを知るためあえて芝居に乗る。霊柩車で移送中、ルパンは銭形にテリーが犯罪組織のドンであることを明かすが、直後にテリーが車に爆弾を仕掛けていることに気付く。ルパンは巧みに銭形を逃がすと車は爆発し、2人が死んだと判断したテリーは組織のアジトがあるアルカトラズへ向かう。
不二子を仲間に引き入れ海底データを手に入れていたテリーらはついに念願の金塊回収へと動きだす。一方、アルカトラズ島へ向かう次元と五ェ門をシークレットセブンの幹部であるハイエナとスーザンが襲うが返り討ちに遭う。ルパンは生きており先にアルカトラズにおり、次元たちと合流する。そしてルパンは仲間を監獄の地下にある、1930年代のアメリカのような地下都市に連れて行き、この街の正体とケネディ大統領暗殺事件の真相、シークレットセブンの目的を明かす。実は、アルカトラズ刑務所は地獄どころか犯罪者たちの楽園であり、地下に街を築き、酒や女を運び入れ、平和を謳歌していたという。ところが1960年代、アメリカ大統領となったジョン・F・ケネディは監獄の正体を知り、弟のロバート司法長官と共に閉鎖を決めたという。ケネディ暗殺の証拠物件は、当時の政府高官などが関わっていたためにヤンキー・スレード号の金塊の中に紛れて隠されていた。テリーはマックスを闇社会出身初の大統領にするために、CIAやFBIの動向を抑えたく、この証拠物件を欲しており、また黒服の正体もこれを防ごうとするCIAのエージェントたちであった。
そこに現れたテリーはルパンの推理を正しいと認め、その見識を讃えた上で、金塊はくれてやるから、証拠は寄越せと取引を持ちかける。ところがなぜかルパンは自分も証拠の方が欲しいと言い出し、交渉は決裂する。激しい銃撃戦の中で次元はアンディを射殺するが、その中でテリーに撃たれて瀕死のCIAのエージェントが、地下都市に仕掛けた爆弾を起動させる。崩落する地下都市の中でテリーは迷い込んでいた銭形に逮捕されるが、間もなく落ちてきた教会の鐘に押し潰されて死亡する。そこに、金塊回収のために深海に潜っていたが、浸水によって急浮上した潜水艇に乗った不二子が現れる。ルパン一味は幸いにと、これに乗り込み、崩落するアルカトラズ島から脱出を果たす。
不二子は結局、金塊が1つしか回収できなかったと嘆くが、それすらも金塊に偽装されたケネディ暗殺の証拠を納めた箱であった。ルパンは暗殺の証拠を確認し真相を知るが、そこにアメリカ軍が戦闘ヘリなどで襲撃してきたため、最後に証拠物件を再び海へと放り捨て、追手たちが去るところで物語は終わる。

## 登場人物

### メインキャラクター
ルパン三世
かの名高き怪盗アルセーヌ・ルパンの孫で、自らも世界的な大怪盗かつ変装の達人。
シークレットセブンが狙っているヤンキー・スレード号の金塊を横取りすることを企てているが、真の狙いはケネディ暗殺の真相を示す証拠物件であった。
次元大介
コンバットマグナムを使う射撃の名手でルパンの相棒。
ルパンを的確に支援し、シークレットセブンに捕まったルパンを助け出したりするが、一方で五ェ門と不二子が薄情なことを嘆く。シークレットセブンのハイエナとは旧知の仲。
石川五ェ門
古の大泥棒・石川五ェ門の十三代目。最強の刀「斬鉄剣」を使う居合い抜きの達人。
売れないモデルのスーザンと恋仲になっており、彼女を支援するために「お金シンドローム」と揶揄されるほど金を欲し、ルパンに協力する。ただし、不二子と同じく重要なのは金塊であって、ルパンの身の安全には興味がない。
峰不二子
ルパン一味の紅一点で、付かず離れずの存在。時にはルパン達を利用したり、裏切ったりすることも多い。
ヤンキー・スレード号の金塊を手に入れるべく、前半はルパンに協力する。後半はルパンが盗んだ海底図をテリーに渡すことでシークレットセブンに寝返り、アレジが製作した潜水艇に乗り込んで金塊回収に向かう。
銭形警部
ルパン一味を追うICPOの捜査官。ルパン専任捜査官であるため、ルパンに関係する事件なら世界中どこでも捜査権が認められている。
テリーを相棒としてルパンの行方を追う。今作では一際有能さが際立っており、冒頭のマシンガン・ケリー号でもルパンの狙いを早々に見抜き、表向きのルパンの目的であった売上金の強奪を阻止する。一方で、その有能さをテリーに利用されてもいる。

### ゲストキャラクター
テリー・クラウン
サンフランシスコ市警の警部補。
今作における銭形の相棒。ボサボサの頭に猫背、よれた服装など、どことなく某アメリカ映画に登場する警察官に似た中年男。マシンガン・ケリー号の捜索では、どさくさに紛れて札束を盗もうとするなど手癖が悪い。その正体は謎多き闇組織「シークレット・セブン」のボスであり、ボスとして活動する時は髪型はオールバックに、ダークスーツを着用するなどその容姿は大きく異なる。胡桃を手で玩ぶのが癖。
頭の回転が早く、銭形の捜査情報を聞き出すことで先回りしてルパンのアジトや不二子の隠れ家を襲撃する。終盤においてもルパンに取引を持ちかけ、あくまで金塊よりもケネディ暗殺の証拠を重視する。
劇中終盤でルパンと銭形に敗北し、銭形に手錠をかけられる。その状態のまま、CIAの爆破によって崩落した地下都市の教会の鐘楼の下敷きになって死亡する。
ルキノ・マルカーノ
サンフランシスコを拠点とするマフィア、マルカーノ・ファミリーのドン。「シークレット・セブン」の幹部の一人。
違法カジノ船の裏でテリーの命令を受けて、ヤンキースレード号を捜すために、サンフランシスコ沖の海底調査を行なっていた。データをルパンに盗まれた上に、失敗を正当化するような発言をしてしまったために、テリーに粛清される。
アンディ
マルカーノ・ファミリーの幹部。後に「シークレット・セブン」の幹部に昇格。
劇中冒頭の違法カジノ船「マシンガン・ケリー号」の責任者。その後、テリーの情報を元にルパンのアジトを襲撃して彼を捕まえるなどの功績を立てる。また、ボスのマルカーノが粛清されたことで幹部に昇格し、以降、テリーの側近のように劇中を暗躍する。
劇中終盤で次元と相対し、マシンガン・ケリーを叔父貴と呼んで2丁のトミーガンで攻撃するが、鏡のトリックで次元に撃たれて破れる。まだ息があったが、直後のCIAによる爆破に巻き込まれ死亡する。
黄（ホワン）
サンフランシスコを拠点とするチャイニーズマフィアのボス。「シークレット・セブン」の幹部の一人。
肥満体の中年男。多少コミカルな面もあるが、大の拷問マニアで劇中序盤にアンディが捕まえてきたルパンの尋問を担当する。ところが、散々ルパンにからかわれた挙げ句に、最後は自ら用意したロケットに括り付けられて上空に打ち上げられ爆死する。
ハイエナ
殺し屋。「シークレット・セブン」の幹部。
常にゴーグルを着用した長髪に髭の男。「歩く武器庫」の異名の通り、全身に武器を仕込んでおり、特に射出型のナイフを得意とする。次元とは古馴染みで互いのことをよく知っていた。劇中序盤ではホワンによるルパンの拷問に立ち会う。
劇中終盤、死んだと思われているルパンの残党として次元と五エ門の始末命令を受け、アルカトラズ島へ向かうプレジャーボートでスーザンと共に2人の命を狙う。次元を相手にするが太陽光で目眩ましを受けた隙を突かれて左胸を撃たれ死亡、スーザンと共に海中へと沈む。
マックス
サンフランシスコ市長。「シークレット・セブン」の幹部。
次期大統領選の有力候補である政治家。しかし、その正体はれっきとした「シークレット・セブン」の幹部であり、闇社会初の大統領の座に付こうとしている。選挙活動で忙しいため、幹部会議にあまり姿を現さない。物語終盤にCIAのエージェントがヘリコプターに仕掛けた爆弾によって爆死する。
アレジ
科学者。「シークレット・セブン」の幹部。
組織の科学者で、自信家の老人。ヤンキースレード号探索のため、深海10,000mの水圧にも耐えると豪語する潜水艇「アルカポネ2世号」の開発を行う。しかし、口先の威勢は良くても内実は臆病で、実は潜水艇の安全性を疑っており、そこでケリーが捕えた不二子を実験台代わりに潜水艇の乗務員に決める。
劇中終盤、潜水艇が浸水を始めたために不二子に帰還するよう命令していたところを次元に殴られ気絶する。さらにその後、CIAエージェントらによる地下都市の爆破によって始まった海水の流入に巻き込まれて死亡する。
スーザン
モデル。「シークレット・セブン」の幹部。
表向きはサンフランシスコで活動している売れないモデルの美女。経緯は不明だが五エ門を惚れさせ、トップモデルになるためには多額の資金が必要だとして彼に金策させている。
劇中終盤、死んだと思われているルパンの残党として次元と五エ門の始末命令を受け、アルカトラズ島へ向かうプレジャーボートでハイエナと共に2丁のサブマシンガンを使って彼らを襲う。しかし未練を克服した五エ門に斬られた直後、ハイエナのナイフが背中に刺さり死亡、ハイエナと共に海中へと沈む。
ミラー
アルカトラズ島の警備員。「シークレット・セブン」の一員。
黒人の老人。テリーを「テリー・ボーイ」と呼ぶ組織の古株で「楽園」の復活を熱望している。劇中終盤にマックスのヘリコプター爆発に巻き込まれ死亡する。
黒服の男たち（CIAのエージェント）
物語序盤から登場する謎の黒服、サングラスの男2人組。ルパンを殺そうとして襲撃する。その正体はCIAのエージェントであり、ケネディ暗殺の証拠を守るため行動していた。このためルパン一味だけではなく、シークレット・セブンの壊滅も狙っており、物語終盤で爆弾でマックスを暗殺、更には地下都市を崩落させる。
1人はテリーに撃たれて重傷を負い、アルカトラズ島の各所に仕掛けた爆弾を起爆して死亡、もう1人は爆破による崩落から逃げ遅れて死亡する。
モニカ
本作のゲストヒロイン。
劇中でしばしばルパンが口に出す謎の女。正体はサンフランシスコ在住の大学生で、卒業論文のためにケネディ暗殺事件の真相がわかる証拠を欲していた。エピローグで登場し、ルパンから証拠を渡されるものの、卒業を諦めて新しい彼氏に永久就職（結婚）したから不要になったと、ルパンをフッてしまう。

## 用語
シークレット・セブン
アメリカ西海岸を拠点とする犯罪組織。本作における敵組織。
闇社会においてアメリカ西海岸最大の犯罪組織と言われているが噂程度の存在で、実在も不確かな組織。その実態はテリーをトップとする7人の幹部からなる実在の組織で、幹部それぞれが大マフィアのボスやサンフランシスコ市長などの表向きの立場を持っている。また、その真の目的はかつて犯罪者たちの楽園と呼ばれたアルカトラズの地下都市の復活であり、幹部たちも実は楽園の恩恵を受けていたかつてのアルカトラズの受刑者達の子孫であった。
「楽園」復活のために闇社会初のアメリカ大統領就任を狙っており、その邪魔になると考えられるCIAなどの国家機関を抑えるために、ケネディ暗殺の証拠を手に入れようとしていた。
ヤンキー・スレード号
1854年にサンフランシスコ沖で遭難し、沈没した金塊輸送船。船室を壊してまで無理矢理積み込んだ金塊は、今の金額にして小国の国家予算並みと言われ知られているが、沈んだ場所が6,000mの深海であったことや複雑な海流のために、未だ見つかっていない。物語前半ではルパンとシークレット・セブン双方は、この金塊を狙っている形で攻防を繰り広げるが、実は互いに真の目的は金塊に偽造されて隠されていたケネディ暗殺の証拠であった。
モデルはヤンキーブレード号。
ケネディ暗殺の証拠
本作における本当のお宝。1963年のケネディ大統領暗殺事件に際して、真相を知るための証拠物件。
暗殺にはCIAなどの国家機関や当時の闇社会も関わっており、このために証拠を隠すことになって金塊型の容器に入れられ、ヤンキー・スレード号の金塊にまぎれて隠されていた。最後はルパンの手により、海中に沈められた。

## 声の出演
- ルパン三世 - 栗田貫一
- 銭形警部 - 納谷悟朗
- 次元大介 - 小林清志
- 石川五ェ門 - 井上真樹夫
- 峰不二子 - 増山江威子
- テリー・クラウン - 石田太郎
- アンディ - 大塚明夫
- 黄（ホワン） - 滝口順平
- ハイエナ - 立木文彦
- スーザン - 沢海陽子
- アレジ - 緒方賢一
- ミラー - 出光元
- ルキノ・マルカーノ - 松井範雄
- マックス - 池田勝
- モニカ - 川上とも子
- 島香裕
- 江川大輔
- 小形満
- 岸祐二
- 坪井智浩
- 新垣樽助

## スタッフ
- 原作 - モンキー・パンチ（中央公論新社刊）
- 監督・絵コンテ - 殿勝秀樹
- 脚本 - 柏原寛司
- 音楽 - 大野雄二
- 音楽監督 - 鈴木清司
- 音響監督 - 加藤敏
- 音響効果 - 糸川幸良
- 音響制作 - 東北新社
- 音響制作担当 - 田中信作
- 美術監督 - 宮野隆
- 作画監督 - 小林利充、平山智
- キャラクターデザイン - 小林利充
- メカニックデザイン - 佐野隆史
- 撮影監督 - 川田敏寛
- 編集 - 鶴渕允寿
- 制作担当 - 浄園祐
- 演出 - 渡辺正彦
- プロデューサー - 小野利恵子（日本テレビ）、山下洋（日本テレビ）、尾﨑穏通（TMS）
- アシスタントプロデューサー - 大石祐道（TMS）
- 脚本プロデューサー - 飯岡順一
- 音楽プロデューサー - 山田慎也、国分浩安
- オープニングテーマ「LUPIN THE THIRD」
  - 作詞 - 千家和也（英語訳：奈良橋陽子）
  - 作曲 - 大野雄二
  - 歌 - 大野雄二トリオ・フィーチャリング・akiko
- エンディングテーマ「WHAT'S THE WORRY?」
  - 作詞 - 奈良橋陽子
  - 作曲 - 大野雄二
  - 歌 - 大野雄二トリオ・フィーチャリング・akiko
- アニメーション制作 - 東京ムービー
- 製作 - 日本テレビ、トムス・エンタテインメント